# Nichola Burley

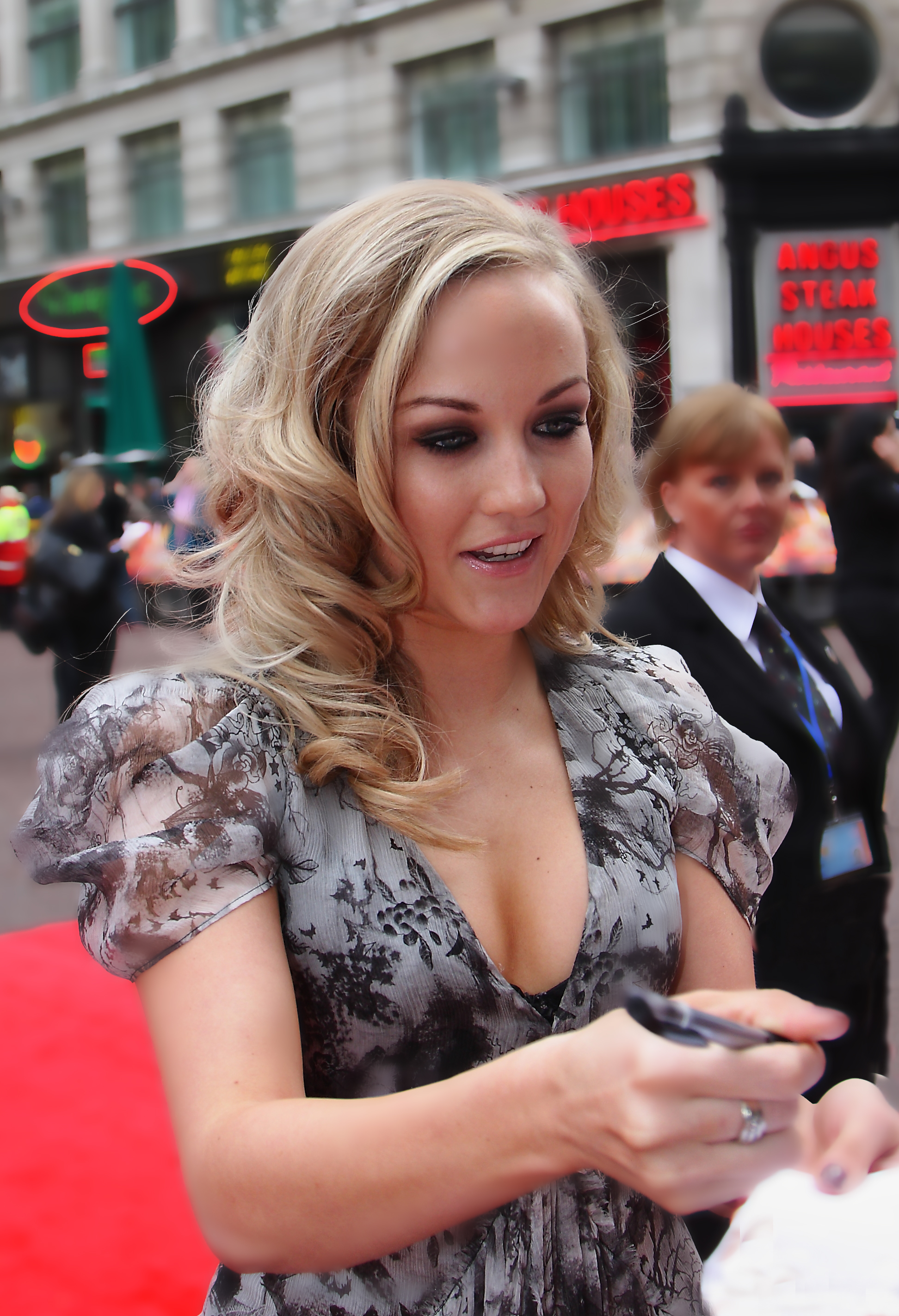
Nichola Burley (2010)

Nichola Ann Burley (* 12. Mai 1986 in Leeds, West Yorkshire) ist eine britische Schauspielerin. 2010 wirkte sie in ihrem bisher erfolgreichsten Film, StreetDance 3D, mit.

## Leben
Nichola Burley war Schülerin der Leeds Intake High School in Bramley. Später besuchte sie die Northern School of Contemporary Dance und fünf Jahre die Walton School of theatre dance.

## Karriere
Im Jahre 2005 startete Burley ihre Karriere mit einer Rolle im Film Love + Hate. Nachdem sie später nur Gastrollen in diversen Fernsehserien, u. a. in Born Equal, Drop Dead Gorgeous, Goldplated und Donkey Punch, erhielt, gelang ihr 2010 schließlich mit dem Kinofilm StreetDance 3D, in welchem sie die Rolle der Carly verkörpert, der Durchbruch.
Für die Dreharbeiten zu Streetdance 3D musste sie in nur sechs Wochen Streetdance erlernen und können. 2013 war sie in For Those in Peril zu sehen.

## Filmografie (Auswahl)
- 2005: Love + Hate
- 2005: The Ghost Squad (Fernsehserie, 1 Folge)
- 2006: Shameless (Fernsehserie, 1 Folge)
- 2006: Goldplated (Fernsehserie, 8 Folgen)
- 2006–2007: Drop Dead Gorgeous (Fernsehserie, 7 Folgen)
- 2008: Donkey Punch
- 2009: Kicks
- 2009: George Gently – Der Unbestechliche (Inspector George Gently, Fernsehserie, 1 Folge)
- 2010: StreetDance 3D
- 2010: StreetDance: The Moves
- 2010: SoulBoy
- 2010: Edge
- 2011: Lewis – Der Oxford Krimi (Lewis, Fernsehserie, 1 Folge)
- 2011: Wuthering Heights – Emily Brontës Sturmhöhe (Wuthering Heights)
- 2012: Jump
- 2011: Scott & Bailey (Fernsehserie, 3 Folgen)
- 2012: Twenty8k
- 2012: Payback Season
- 2013: For Those in Peril
- 2014: Catch Me Daddy
- 2015: Downton Abbey (Fernsehserie, 1 Folge)
- 2015: No Offence (Fernsehserie, 1 Folge)
- 2016: The Rack Pack
- 2019: Wild Bill (Fernsehserie, 1 Folge)
- 2019: Lynn + Lucy
- 2021: Sie weiß von Dir (Behind Her Eyes, Fernseh-Sechsteiler, 3 Folgen)
- 2023: Das Gold (The Gold, Fernsehserie, 5 Folgen)
- 2024: Edge of Summer
- 2024: Protection (Fernsehserie, 5 Folgen)
- seit 2025: Virdee (Fernsehserie)
- seit 2025: Dreamers (Fernsehserie)